# Храм Аполлона (Дельфи)
Храм Аполлона — святилище Аполлона в Дельфах, розташоване у центральному місці всього комплексу. У храмі були розташовані статуї і посвячення Богу, відбувалися священнодійство, які мали відношення до його культу, найважливішим з яких була процедура пророцтво Дельфійського оракула. У храмі також зберігалися архіви і списки переможців Піфійських ігор, які були знищені в 373 р. до Р.Х.

## Історія
Відповідно до легенди, перший храм Аполлона в Дельфах було побудовано з лаврових гілок, другий — з бджолиного воску, треті — з міді, а четвертий — міфічними братами-будівельниками Трофонієм та Агамедом за допомогою самого Аполлона. Очевидно, саме цей храм, побудований з туфу, було зруйновано пожежею 548 р. до н. е.
До нас дійшли залишки п'ятого за рахунком храму, який був побудований на внески, зібрані по всій Греції і в іноземних володарів. Його зведення, ймовірно, почалося відразу після пожежі, але практично здійснене в 513–506 рр. до н. е. вигнаним з Афін родом Алкмеонідів, тому храм нерідко називають Алкмеонідовим.
Цей храм був у плані доричний периптер — прямокутна будівля, з чотирьох сторін обнесена колонадою — з 6 колонами по вузьких фасадах і 15 — по бічним, з розмірами по стилобату 21,65x58 м. Був зведений з туфу з мармуровим облицюванням та архітектурним декором, виконаним скульптором Антенором. Темою східного фронтону стала поява Аполлона: прихід бога в Дельфи у супроводі своєї сестри, Артеміди, і своєї матері, Лети. У центрі композиції перебувала колісниця з цими богами, а праворуч і ліворуч — чоловічі та жіночі фігури. На західному фронтоні була розташована сцена гігантомахії, від якої збереглися тільки фігури Афіни, загиблого гіганта, фігура чоловіка і передні частини двох коней.
Землетрус 373 р. до н. е. знищив архаїчний храм, і святилище повторно звернулося до загальногрецької допомоги для його відновлення. Третя Священна війна завадила роботам, і тільки в 330 р. до н. е. храм був знову переданий жерцям для здійснення священнодійство. Побудований він був за тим же планом і практично в тих же розмірах. Саме цьому храму належать руїни, що збереглися до цих пір.
У храмі були проведені роботи по його відновленню, а фрагменти його фронтонів обох стадій будівництва виставлені у Дельфійському археологічному музеї..

## Архітектура
Храм у Дельфах близький по архітектурі до храмів у Коринфі та в Афінах (Гекатомпедон II); існує припущення, що його будував той же архітектор, що і храм в Коринфі. Храм у Дельфах чудовий зразок доричного ордеру, архітекторами якого стали Спінторос Коринфський, Ксенодарос та Агафон.
Східний фасад, дах, підлогу, арфастати і частина фриза храму були в основному виконані з мармуру. Решта частини, в тому числі і фронтонні скульптури, були з Пароського мармуру, покритого білою штукатуркою. Внутрішнє сильно витягнуте приміщення складалося з пранасу, глибокого тринавного наосу, за яким знаходився адитон та опістодом. У адитоні на тринозі, поставленою над вузьким отвором у підземелля, сиділа знаменита піфія, яка робила свої передбачення, доступ сюди мали тільки жерці для пояснення слів оракула.
Складені з окремих барабанів колони мали по 20 канелюр. Висота колон становила, за припущеннями, близько 8 м при нижньому діаметрі 1,8 м, а верхньому — 1,35 м, що дає відношення H = 4,6 D. Відстань між осями колон 4,12–4 м, сторона абак — 2,25 м (стільки ж, як у Коринфському храмі). Висота капітелі 1,1 м. Форма ехіни близька до ехіни Гекатампедона. Архітрав мав ще архаїчну конструкцію з покладених одна на іншу плит. Його висота становила 1,415 м, висота фризу — 1,372 м.
Фронтони храму були вельми низькими; відносини висоти до довжини 1: 8,636. Фігурні групи з Пароського мармуру на фронтонах виконали афінські скульптори Праксіас та Андрастенес. На східному фронтоні стояла мармурова фігурна група з Аполлоом та з музами, а на західному — Аполлон з менадами. Ці скульптури, фрагменти яких свідчать вже про досить досконалу техніку в передачі рухів, складок тканин, на жаль, збереглися погано.

## Інтер'єр
Про внутрішнє оздоблення храму відомо дуже мало, в основному - від стародавніх авторів: на стінах пранааса (попереду храму) були викарбувані вислови семи мудреців, такі як «Пізнай самого себе», «Нічого надміру» і буква «Σ» (епсилон). Також там було мідне зображення Гомера і вівтар Посейдона, а в адитоні, приміщенні для жерців, стояла статуя бога і омфал — знаменитий «Пуп Землі».